# 醉翁亭
醉翁亭（すいおうてい）は、中華人民共和国安徽省滁州市琅琊区琅琊山にある亭。愛晩亭・陶然亭・湖心亭と共に、江南四大名亭の1つとされる。

## 歴史
北宋の慶暦5年（1045年）、欧陽脩には誹謗されて滁州知州に再び左遷された。欧陽脩は琅琊寺の智仙和尚と友達になりました。慶暦7年（1047年）、智仙和尚は醉翁亭を建立する。欧陽脩『醉翁亭記』を撰した。紹聖2年（1095年）、二賢堂を増築した。北宋末年、知州唐俗は同醉亭を増築した。
明の嘉靖40年（1561年）、南京太僕寺少卿毛鵬は皆春亭を増築した。天啓2年（1622年）、宝宋斎が修築された。
清の咸豊年間（1851年-1861年）、太平天国の乱の火難で醉翁亭は全焼した。光緒7年（1881年）、全椒観察使薛時雨は醉翁亭を再建した。
1966年8月、紅衛兵は醉翁亭の一部の建築物を破壊した。安徽省人民政府は醉翁亭を安徽省文物保護単位に認定した。1981年9月8日、1985年、地元政府は皆春亭を再建した。